# Дільниця IV Пронднік-Білий
IV дільниця, Пронднік-Білий (пол. Dzielnica IV Prądnik Biały) — дільниця, допоміжний підрозділ міської гміни Кракова. Назва походить від села Пронднік-Білий (пол. Prądnik Biały), включеного у місто в 1909 та 1941 роках. До 1990 року дільниця входила до складу дільниці великої Кроводжі (пол. Krowodrza).

## Голова ради дільниці та будинок уряду
Представницьким органом жителів на місцевих виборах є рада дільниці IV Пронднік Бяли, котра складається з 21 радника. Вони обирають зі свого складу (у формі таємного голосування) голову ради дільниці та  правління дільниці. Голова пропонує кандидатури: заступника голови та до 3-х членів правління, котрі підлягають обов’язковому затвердженню радою дільниці у формі голосування та ухвали.
Резиденція:

вул. БялоПрондницька (ul. Białoprądnicka) 3, 31-221 Краків
сайт: https://dzielnica4.krakow.pl/

## Демографія
З 90-х років ХХ століття кількість мешканців Прондніка Бялого систематично зростала.

## Житлові масиви та звичні міські одиниці
- Азори (пол. Azory)
- Броновіце Велике (пол. Bronowice Wielkie)
- Житловий масив Готик (пол. Osiedle Gotyk)
- Народний пагорб (пол. Górka Narodowa)
- Народний пагорб Схід
- Народний пагорб Захід
- Житловий масив Пагорб Кроводжа (пол. Osiedle Krowodrza Górka)
- Житловий масив Вітковіце Нове (пол. Osiedle Witkowice Nowe)
- Пронднік Бяли (пол. Prądnik Biały)
- Тонє (пол. Tonie)
- Вітковіце (пол. Witkowice)
- Жабінєц (пол. Żabiniec)

## Межі дільниці
- З західної сторони від перетину з виїздом вул. Пастернік з межею міста Кракова на північ межею міста Краків до перетину з виїздом вул.Владислава Локітека, потім змінює керунок на східний та межею Кракова проходить до перетину із залізничною лінією Краків - Варшава,
- Межує з дільницею III на ділянці - від перетину межі міста Краків із залізничною лінією Краків - Варшава в південно-західному керунку по східній стороні залізничної лінії Краків - Варшава до перетину з вантажною кільцевою залізничною лінією в районі вул.Лангевича,
- Межує з дільницею V на ділянці - від перетину залізничної лінії Краків - Варшава з вантажною кільцевою залізничною лінією в районі вул.Лангєвіча в керунку на захід північною стороною вантажної кільцевої залізничної лінії, котра у районі залізничної станції Краків - Лобзув з'єднується із залізничною лінією Краків - Катовіце, до перетину із західною стороною вул.Гловацького,
- Межує з VI дільницею на ділянці - від пункту залізничної лінії на висоті вул. Гловацького у західному керунку на північній стороні залізничної лінії Краків - Катовіце до перетину з вул. Армії Крайової, потім на східній стороні вул. Армії Крайової на північним керунку до Ронда Жертв Катині, потім по південній та західній стороні ронда, змінює свій керунок на північно-західну та північну сторони вулиць Радзіковського, Пастерник - до перетину з межею міста Краків.

## Історія
Дільниця охоплює кілька історичних сіл поблизу Кракова (більшість з яких були включені до складу Кракова в 1941 році ), серед яких найбільшим і найстарішим було село Пронднік Бяли, розташоване на річці Пронднік і від котрої походить назва, а спочатку також охоплювала території пізніших Вітковіце (пол. Witkowice) та Народний Пагорб (пол. Górka Narodowa).
Найдавніший запис про Пронднік датується 1123 роком. Назва на той час була Прутніц. Запис вказує на владу краківських єпископів. У 1220 р. Єпископ Кракова Іво Одроунж заснував першу лікарню в Кракові, якою керував Орден канонів Духа Святого Де Саксія. У 70-х роках XV століття село вже називалося пол. Magna Prandnik, яке вперше польською мовою було написано як Пронднік Вєлькі (пол. Prądnik Wielki) через сто років.
З 1496 року один із млинів, що знаходився в Прондніку Бялому, виконував функції друкарні, у першій половині 16 століття його орендував друкар Ян Галлер . У 1574 р. на лугах Прондніка шляхта привітала Генріка Валуа, який приїхав до Кракова, а в 1697 р. Коронація Августа II у Кракові розпочалася в Прондніку Бялому. У 1794 р. в селі перебував Тадеуш Костюшко (якщо вірити традиціям, він відпочивав під явором, що все ще існує в присадибному парку, перед битвою при Рацлавицях ), тоді як у 1809 р.в ній мешкав генерал Ян Генрік Домбровський . У 1913–15 рр. yа вул.Прондницькій, 15 був побудований Муніципальний санітарний завод, аж поки в 1930-х роках на Прондніку був побудований монастир Святої Душі Господа, чия перша настоятелька та засновниця громади, мати Паула Зофія Тайбер, спочиває на кладовищі Прондніка .

## Загальна характеристика дільниці
Дільниця IV розташована у північній частині Кракова. Кількість жителів становить 69 135, що робить її найбільш густонаселеною дільницею Кракова. Вона має площу 2341,87 га.

### Освіта
- Науково-дослідний інститут Сільськогосподарського університету (пол. Uniwersytet Rolniczy im. Hugona Kołłątaja)
- Відділ фармакології Польської академії наук
- Інститут ядерної фізики Польської академії наук
- Францісканська вища семінарія
- Культурний центр "Дворек Білопрондніцький"
- Культурний центр ім.Святої Ядвіги

### Комунікація
У дільниці існує досить добре розвинений щоденний громадський транспорт. Більшість маршрутів обслуговується автобусами. На терені дільниці існує одна трамвайна петля (Пагорб Кроводжа пол. Krowodrza Górka) та кілька автобусних петель.

### Відпочинок

#### Парки
- Кроводерський парк - парк площею понад 8 га. На його території є спортивне поле ПКС Ядвіга, рекреаційний санний пагорб, ряд менших ділянок та рекреаційних зон, а також Йорданський сад та невеликі архітектурні споруди.
- Лісопарк Вітковіце - лісопарк площею 15,8 га. У парку є численні велосипедні, пішохідні та туристичні маршрути, між іншим Краківська фортеця.
- Парк ім.Станіслава Виспянського - парк площею трохи більше 2,5 га, захований серед садово-городніх ділянок. Окрім лавок в алеях, у ньому є дитячий майданчик. Він має три входи: з вулиці Маковського, з вулиці Рацлавицької (поруч із костелом) та з Chełmońskiego-прохід.
- Парк ім. Тадеуша Костюшко - парк біля Дворек Білопрондніцький площею понад 3 га.
- Тенчинський Ландшафтний парк  - ландшафтний парк, розташований на захід від Кракова . Це частина комплексу юрських ландшафтних парків.

#### Спортивні клуби
- Спортивний клуб KS Clepardia
- Спортивний парафіяльний клуб Ядвіги
- Спортивний клуб UKS Olimpic Kraków
- Спортивний клуб ім. К.С. Броновицького
- Спортивний клуб «К.С.Тонянка»
- Краківський шаховий клуб
- Краківський клуб фехтування KKS Kraków[5]

### Пам'ятки
- Дворек Білопрондніцький
- Допоміжний броньований форт 43а "Підхрустя"
- Палац Фішерів
- Палац Рутковського
- Вілла під Гачкамі

## Дивитися також
- Краків

## Зовнішні посилання
- Вебсайт дільниці IV Пронднік Бяли
- Неофіційна сторінка громади дільниці Пронднік Бяли
- Інформація на офіційному сайті міста Краков
- Підсумки виборів до ради дільниці